# Précy-sous-Thil
Précy-sous-Thil ist eine französische Kleinstadt mit 716 Einwohnern (Stand: 1. Januar 2022) im Département Côte-d’Or in der Region Bourgogne-Franche-Comté. Die Gemeinde gehört zum Arrondissement Montbard und zum Kanton Semur-en-Auxois.

## Geographie
Précy-sous-Thil liegt an Nordostrand des Morvan. Der Fluss Serein begrenzt die Gemeinde im Westen. Umgeben wird Précy-sous-Thil von den Nachbargemeinden Bierre-lès-Semur im Nordwesten und Norden, Le Val-Larrey im Norden, Roilly im Nordosten, Nan-sous-Thil im Osten und Südosten, Vic-sous-Thil im Süden sowie Aisy-sous-Thil im Westen.

## Bevölkerungsentwicklung
| Jahr                       | 1962 | 1968 | 1975 | 1982 | 1990 | 1999 | 2006 | 2019 |
| Einwohner                  | 612  | 583  | 535  | 592  | 603  | 708  | 752  | 710  |
| Quellen: Cassini und INSEE |      |      |      |      |      |      |      |      |

## Sehenswürdigkeiten

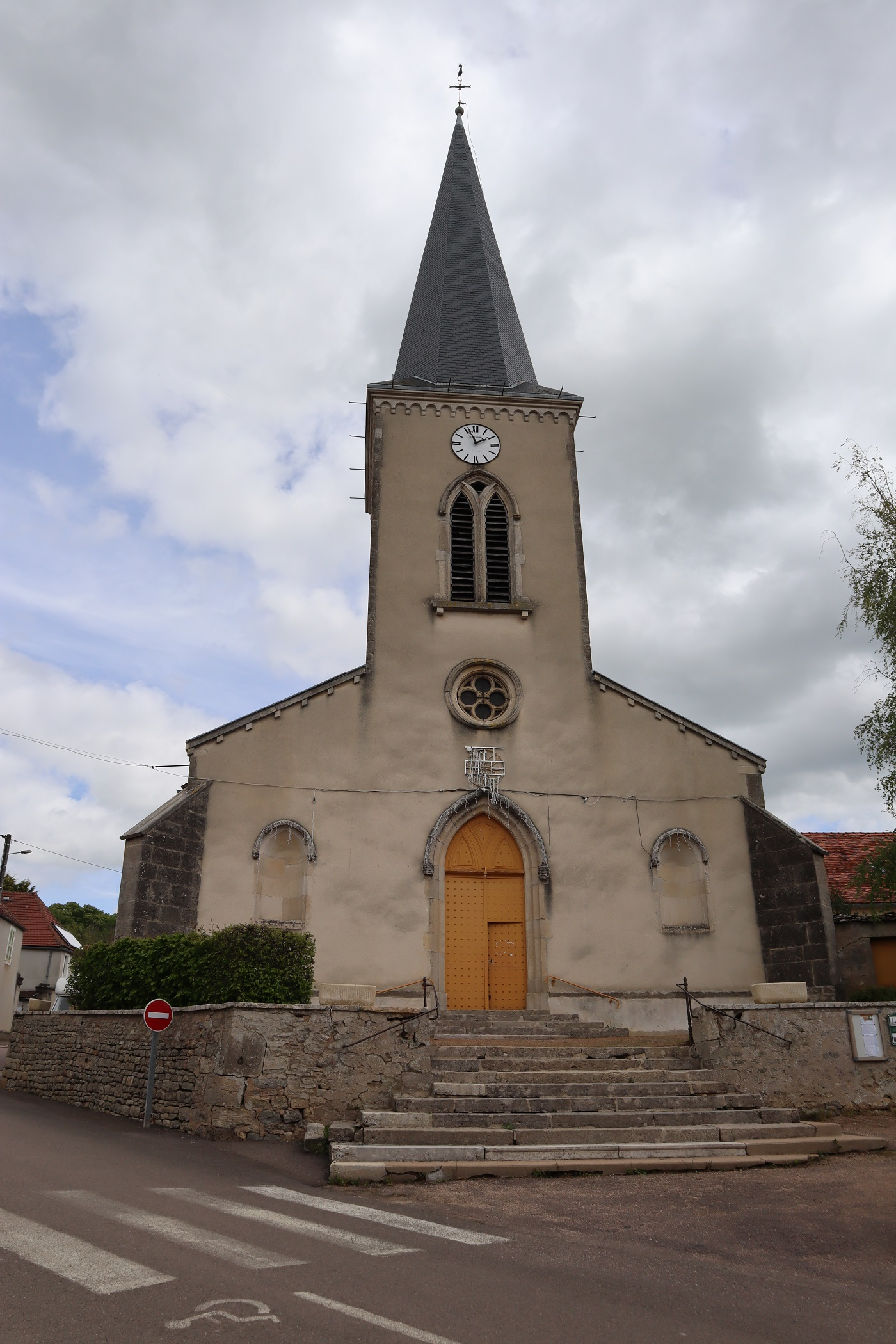
Dreifaltigkeitskirche

- Ehemaliges Priorat Sainte-Trinité aus dem 12. Jahrhundert
- Dreifaltigkeitskirche